# Garnarich
Garnarich (in armeno Գառնառիճ?) è un comune di 273 abitanti (2001) della Provincia di Shirak in Armenia.